# Yakuza (sê-ri trò chơi)
Like a Dragon, (hay còn được biết đến với tên gọi Yakuza đến năm 2022), là một dòng trò chơi điện tử đến từ Nhật Bản do Sega sáng tạo, sở hữu và phát hành. Loạt game Yakuza kết hợp nhiều thể loại bao gồm hành động, beat 'em up và nhập vai.
Cốt truyện chính của loạt game chủ yếu nói về chủ đề tội phạm, và thường được lấy cảm hứng từ các bộ phim về đề tài Yakuza hay những bộ phim hình sự Nhật Bản. Nhân vật chính của loạt game là Kazuma Kiryu, một yakuza kì cựu có mối liên kết sâu sắc đến Gia tộc Tojo (Tojo Clan).
Dù cốt truyện chủ yếu nói về hành trình bảo vệ Tojo Clan khỏi các âm mưu lật đổ hay phá hoại từ các tuyến nhân vật phản diện, yếu tố chính của dòng game đến từ sự khao khát được từ bỏ danh nghĩa là một yakuza và quay trở lại cuộc sống bình thường của Kiryu.
Người chơi điều khiển nhân vật Kiryu Kazuma trong hầu hết các phiên bản của dòng game (ngoài ra còn một số nhân vật khác tùy phiên bản) trong một thế giới mở, nơi mà người chơi có thể chiến đấu với những nhóm gangster hay đầu gấu xuất hiện ngẫu nhiên trên đường phố; tham gia vào những nhiệm vụ phụ hoặc các hoạt động bên lề để nhận về điểm kinh nghiệm (exp) hoặc tiền; có thể học hỏi những chiêu thức mới từ các nhân vật NPC; ăn uống tại các nhà hàng; ghé thăm các câu lạc bộ đêm (cabaret); chế tạo các vật phẩm; hay tham gia vào các mini-games đa thể loại, ví dụ như đánh golf, chơi bowling, đấu võ đối kháng, chơi điện tử xèng, hát karaoke, và đánh bạc (bao gồm poker, blackjack, Cee-lo và Koi-Koi).
Thương hiệu Yakuza đã nhận được nhiều đánh giá tích cực và là một thành công lớn về mặt thương mại. Tính đến năm 2021, loạt game đã bán được tổng cộng 19,8 triệu bản, bao gồm các bản vật lý và kỹ thuật số kể từ thời điểm ra mắt lần đầu tiên vào năm 2005 theo Sega. Nguồn doanh thu lớn của dòng game tại thị trường Nhật Bản đã dẫn đến việc mở rộng thương hiệu sang các loại hình khác, bao gồm việc chuyển thể thành phim.

## Bối cảnh
| [Bản đồ tương tác toàn màn hình] |                                                               |
| Những địa điểm xuất hiện trong game: 1 Kabukichō, Tokyo ('Kamurochō' trong game) 2 Dōtonbori & Shinsekai, Osaka ('Sotenbori' & 'Shinseicho') 3 Kokusai Dori & Downtown Naha ('Downtown Ryukyu') 4 Nakasu, Fukuoka ('Nagasugai') 5 Susukino, Hokkaido ('Tsukimino') 6 Sakae, Nagoya ('Kineicho') 7 Onomichi, Hiroshima |                                                               |
| | Biểu đồ hiện đang tạm thời không khả dụng do vấn đề kĩ thuật. |

Loạt game Yakuza lấy bối cảnh chủ yếu tại khu phố giả tưởng Kamurochō (神室町), dựa trên khu đèn đỏ Kabukichō nổi tiếng tại thành phố Tokyo. Các địa điểm thực tế khác xuất hiện trong loạt bao gồm Dotonbori và Shinsekai, Osaka (trong game là "Sotenbori" và "Shinseicho" theo các phiên bản Yakuza 2, 5 và 0); Kokusai Dori và các khu vực xung quanh thành phố Naha, Okinawa ("Downtown Ryukyu" trong phiên bản Yakuza 3); Nakasu, Fukuoka ("Nagasugai" trong phiên bản Yakuza 5); Susukino, Hokkaido ("Tsukimino" trong Yakuza 5); quận Nishiki của thành phố Sakae, Nagoya ("Kineicho" trong Yakuza 5); Onomichi, Hiroshima (trong Yakuza 6); và Isezakichō, Yokohama ("Isezaki Ijincho" trong Yakuza: Like a Dragon).

Sự xuất hiện của các khu phố và thị trấn đều dựa trên thực tế, và thường được cải tiến, làm mới lại trong các phiên bản về sau. Tuy nhiên, các cửa hàng và tòa nhà thường khác hoặc hư cấu so với ngoài đời, và được thay thế bằng các thương hiệu có thật ngoài đời, hay các địa điểm quan trọng có liên quan đến cốt truyện.

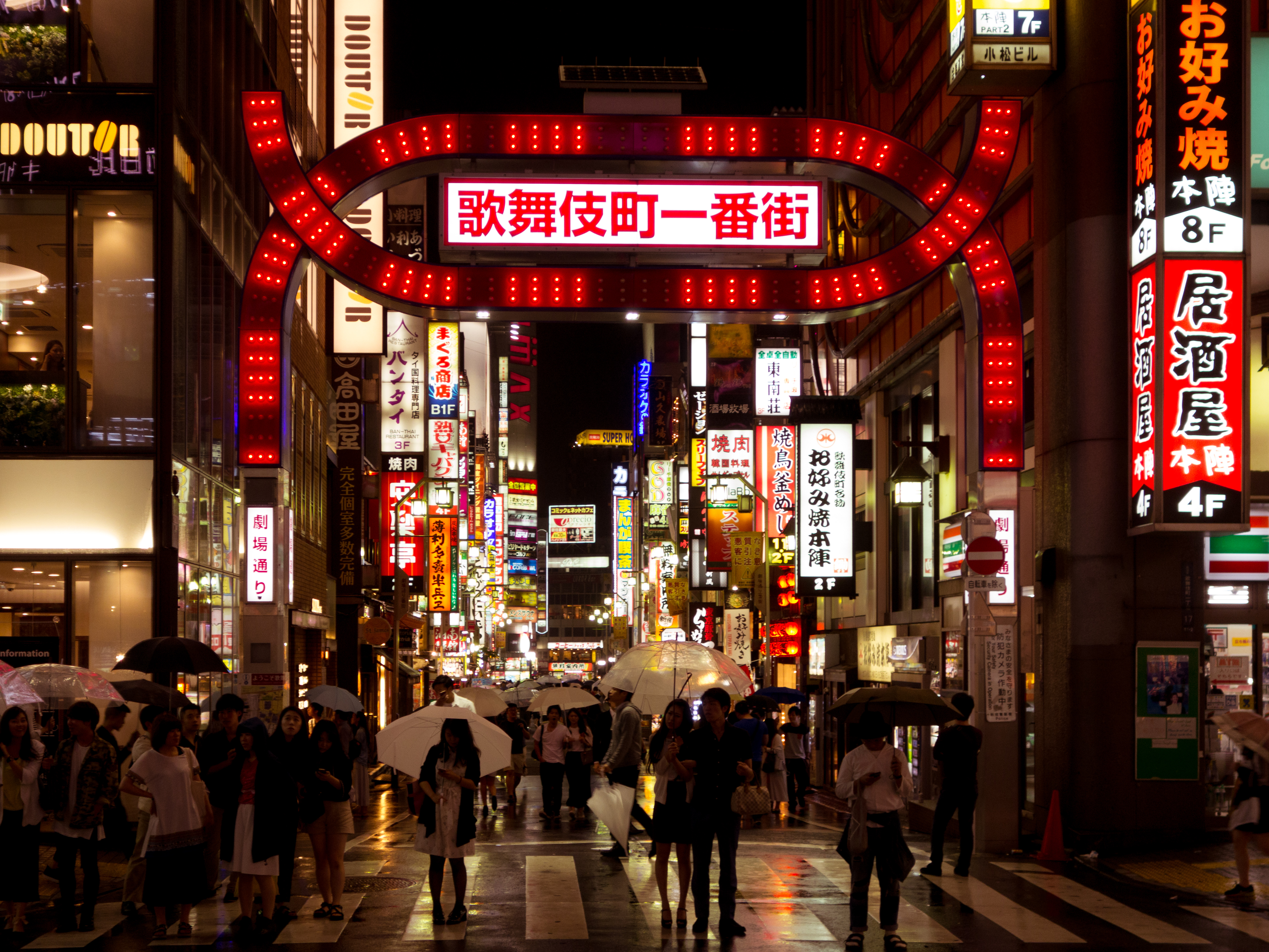
Kabukichō, Tokyo ("Kamurochō" trong nhiều phiên bản)
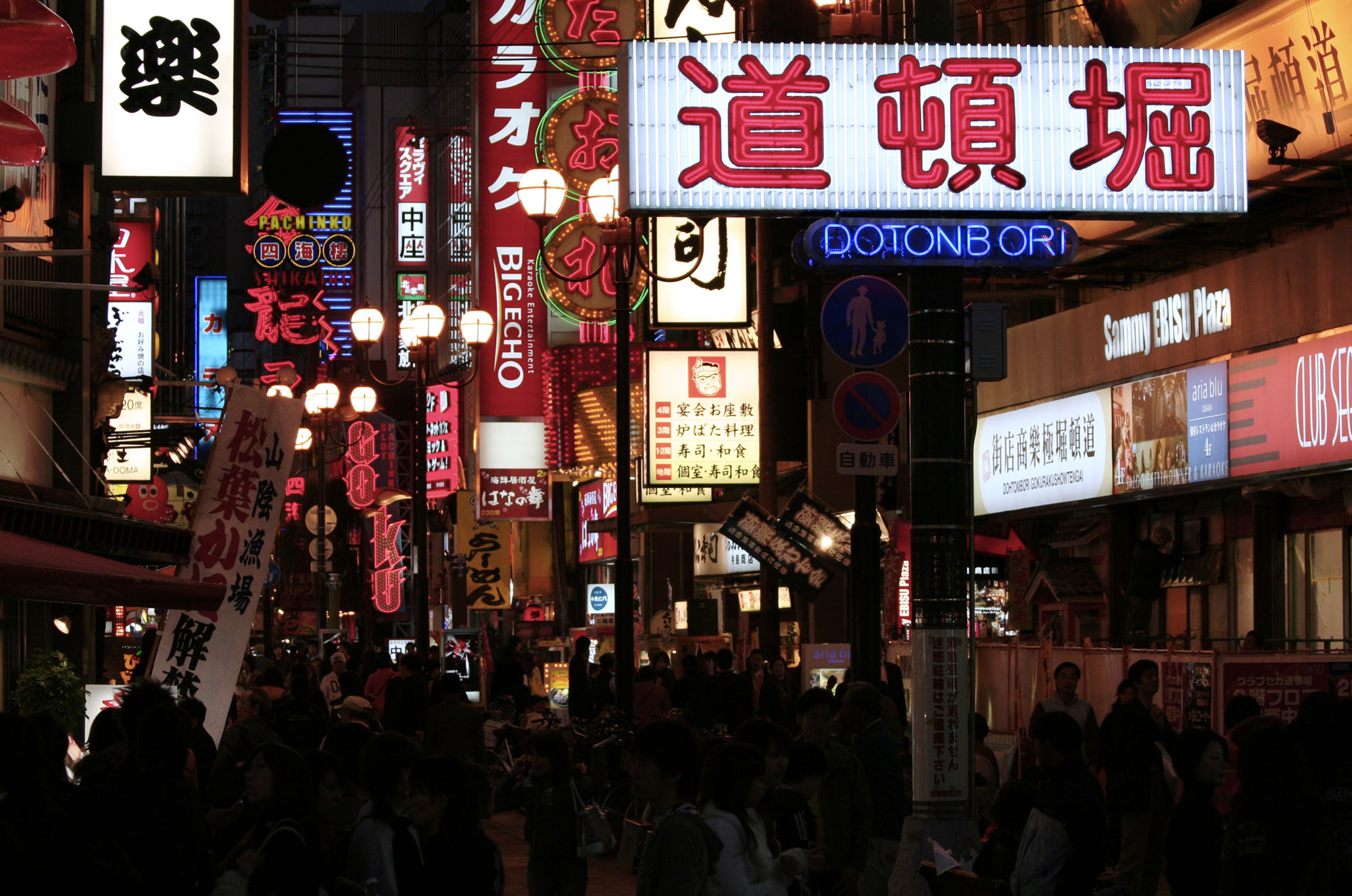
Dōtonbori, Osaka ("Sotenbori" trong nhiều phiên bản)
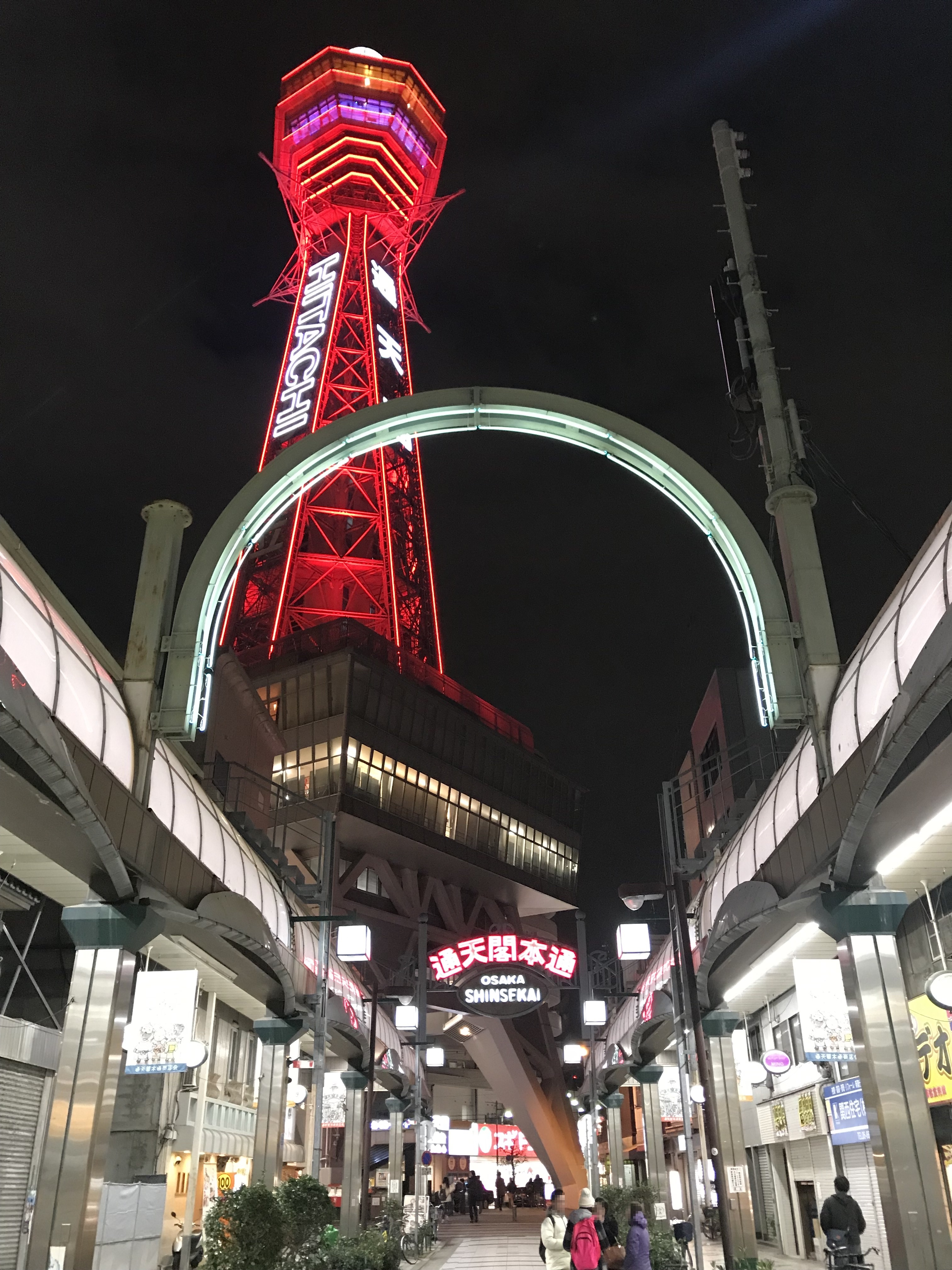
Shinsekai, Osaka ("Shinseicho" trong Yakuza 2)
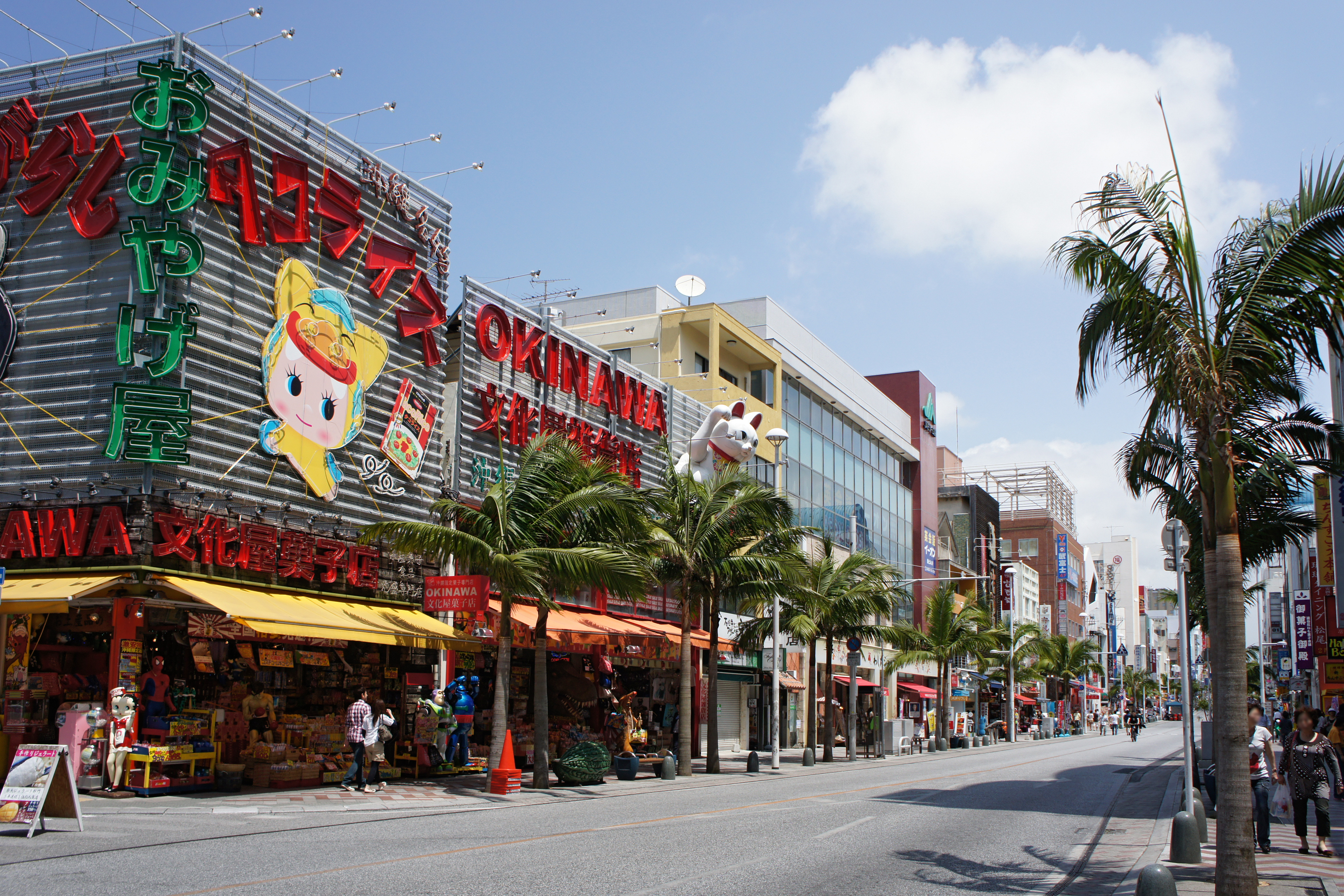
Kokusai Dori [ja] in Naha ("Downtown Ryukyu" trong Yakuza 3)
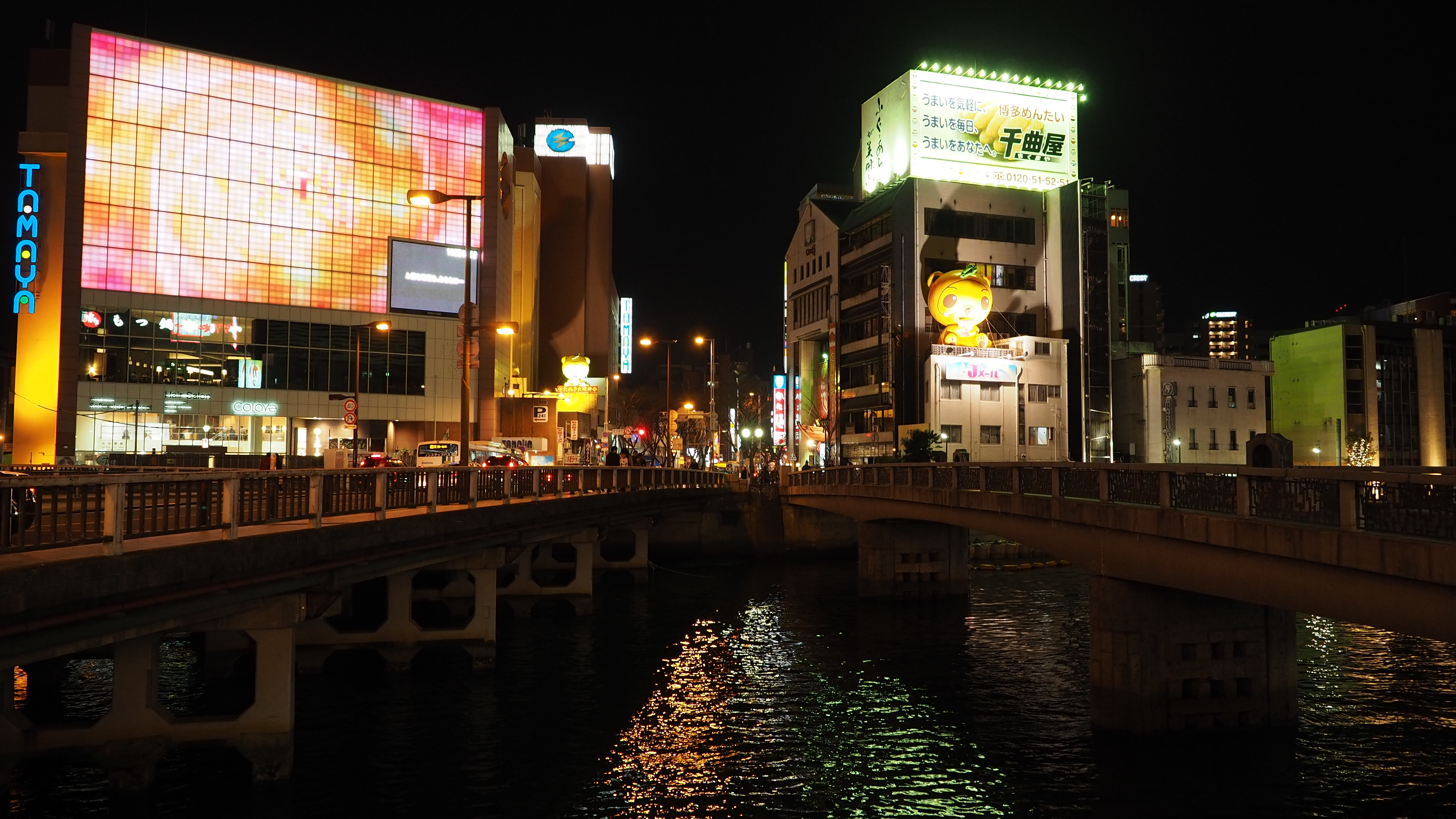
Nakasu, Fukuoka ("Nagasugai" trong Yakuza 5)
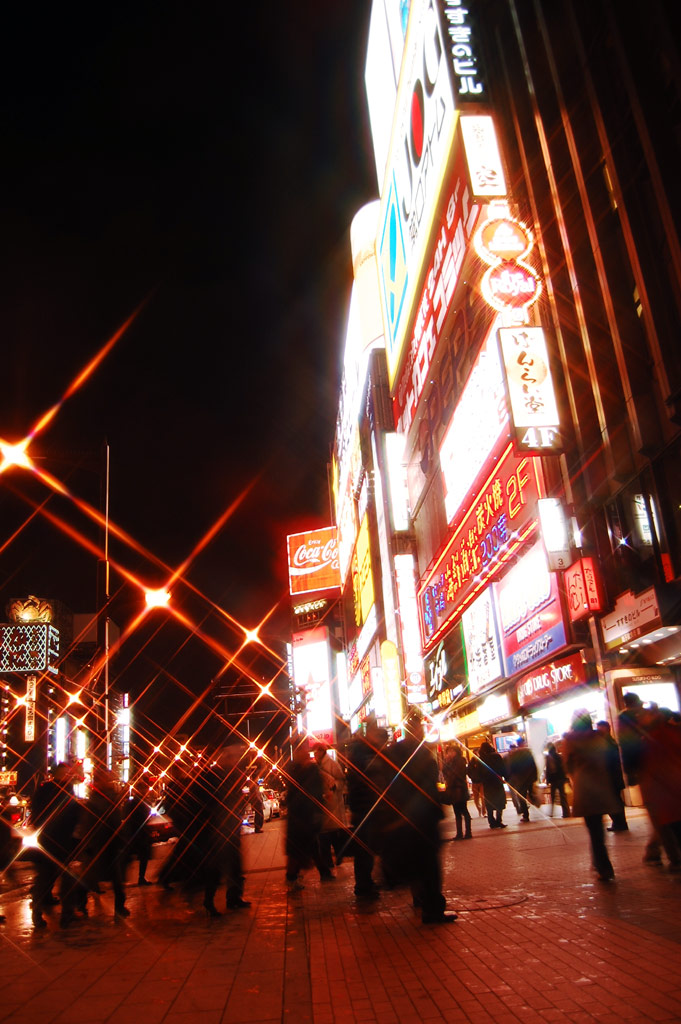
Susukino, Hokkaido ("Tsukimino" trong Yakuza 5)
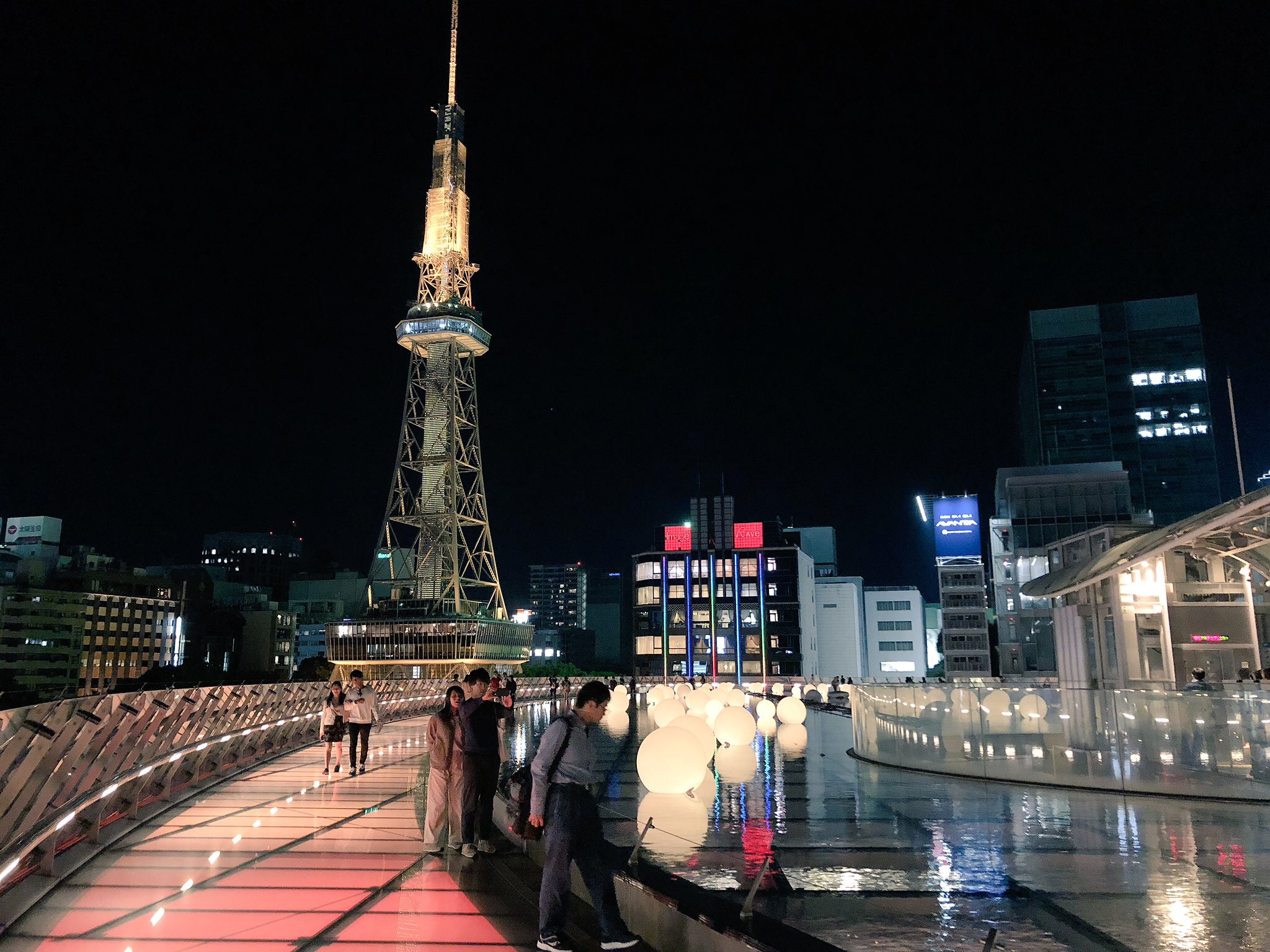
Sakae, Nagoya ("Kineicho" trong Yakuza 5)
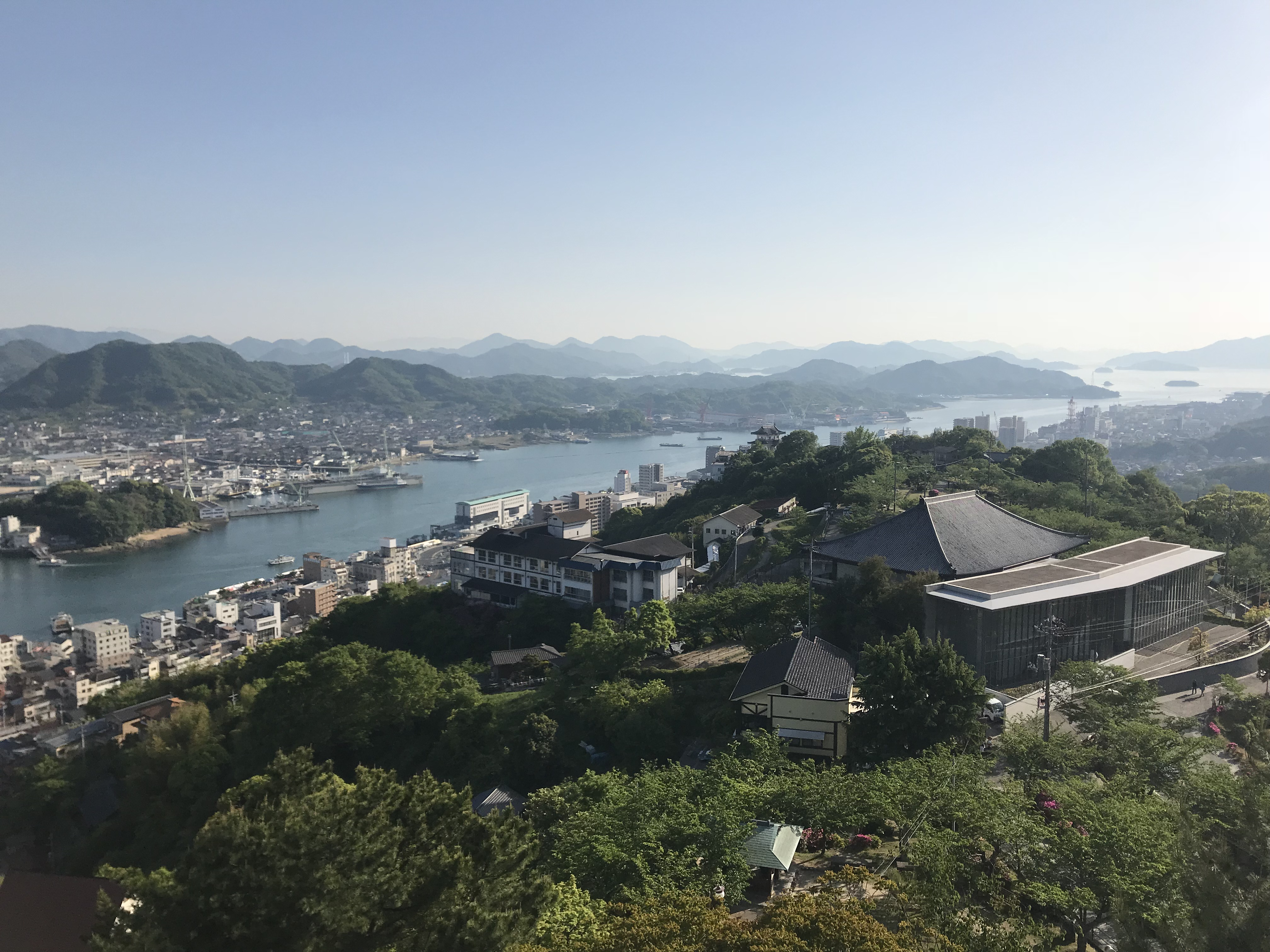
Onomichi, Hiroshima (Trong Yakuza 6)
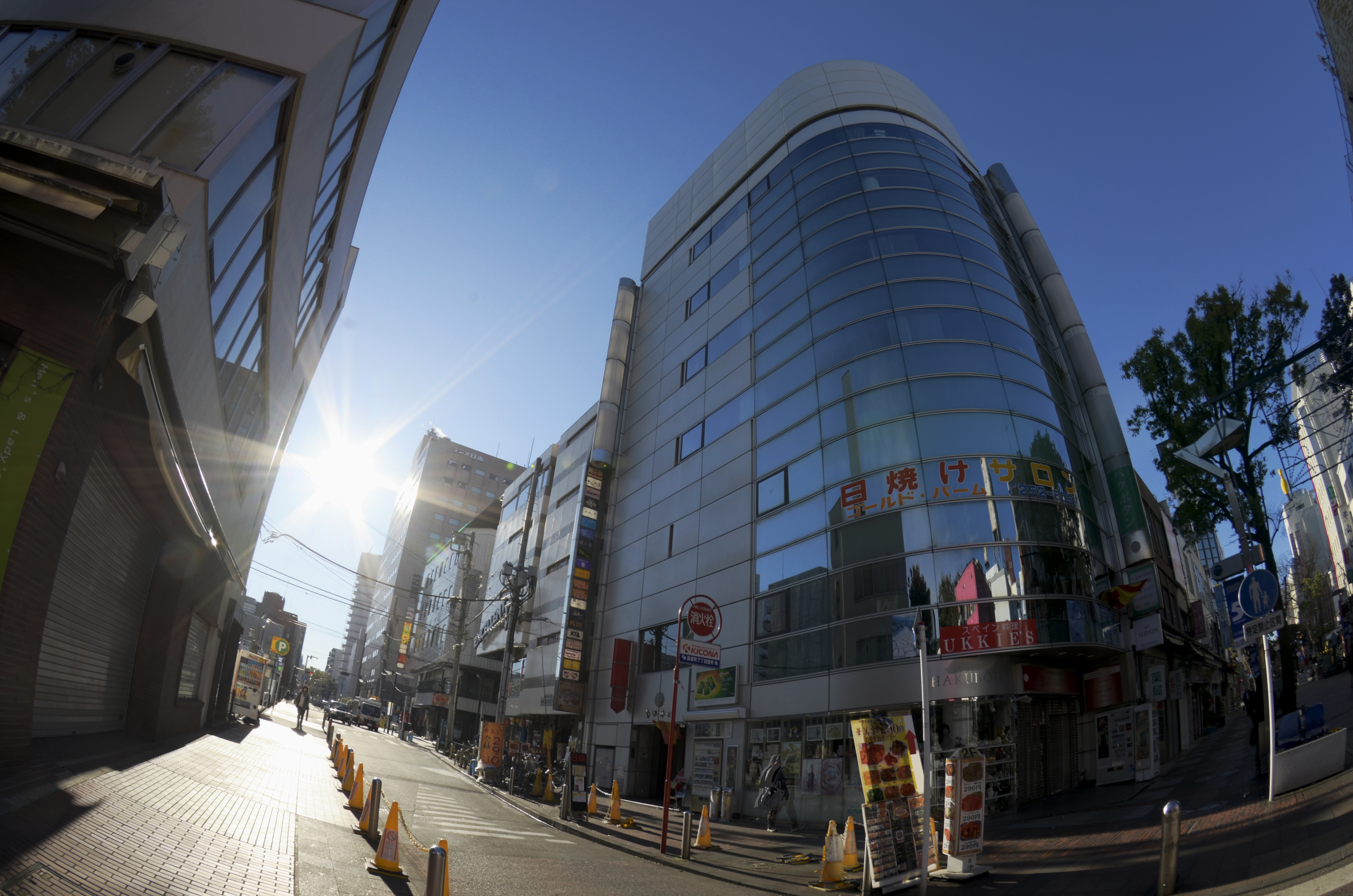
Isezakichō, Yokohama ("Isezaki Ijincho" trong Like a Dragon)

### Nhân vật
Nhân vật chính của loạt Yakuza là Kazuma Kiryu, nhân vật có thể điều khiển được trong tất cả các phiên bản của dòng game cho đến phiên bản thứ 6, Yakuza 6: The Song of Life. Trong một vài phiên bản, như Yakuza 4 và Yakuza 5, xuất hiện thêm một số nhân vật khác có thể điều khiển được (dựa theo mạch truyện chính). Nhân vật Ichiban Kasuga trở thành nhân vật chính mới kể từ phiên bản Yakuza: Like a Dragon, đi cùng với tối đa 6 người đồng hành dưới dạng nhân vật có thể điều khiển được thông qua các trận chiến, dù có sự xuất hiện của Kiryu trong game, và cũng là nhân vật có điều khiển được trong các phần game sắp ra mắt.
Một vài nhân vật khác cũng xuất hiện với tư cách là nhân vật chính của các tựa game phụ (spin-off) khác nhau. Phiên bản game lấy bối cảnh thời kì samurai, Ryū ga Gotoku Kenzan!, và Ryū ga Gotoku Ishin!, đều dựa trên những nhân vật nổi tiếng có thật như Miyamoto Musashi hay Sakamoto Ryōma, và  lấy tạo hình từ Kiryu trong game. Phiên bản Kurohyō: Ryū ga Gotoku xuất hiện nhân vật chính là gã giang hồ Tatsuya Ukyo, ngoài ra còn có dòng game spin-off khác là Judgment, theo chân thám tử Takayuki Yagami. Tựa game Fist of the North Star: Lost Paradise, phiên bản trò chơi điện tử  chuyển thể từ manga Fist of the North Star do Buronson và Tetsuo Hara sáng tạo, có nhiều yếu tố liên quan đến thương hiệu Like a Dragon, cùng rất nhiều nhân vật như Kenshiro, được lồng tiếng bởi cùng một diễn viên lồng tiếng đóng vai các nhân vật xuất hiện định kỳ trong các trò chơi của loạt chính.

## Lối chơi
Tất cả các phiên bản Yakuza đều có sự kết hợp giữa chiến đấu, cốt truyện và khám phá. Nhân vật chính của game có thể chạm trán kẻ thù trên đường đi một cách ngẫu nhiên. Trong các trận chiến, nhân vật mà người chơi điều khiển có thể sử dụng tay không, hoặc các đòn đánh kết hợp và kết liễu; một số phiên bản có thể cho phép người chơi lựa chọn và sử dụng nhiều phong cách chiến đấu khác nhau.
Người chơi cũng có thể tận dụng các đồ vật xung quanh để hạ gục kẻ thù. Mặc dù chủ yếu tập trung vào chiến đấu tay đôi, các loại vũ khí trong game có thể nhặt được do kẻ thù đánh rơi, hoặc mua từ các cửa hàng có bán vũ khí. Một vài nhân vật như Goro Majima hay Tatsuo Shinada có thể chiến đấu với kẻ địch bằng các loại vũ khí "độc quyền" chỉ dành riêng cho nhân vật đó. Người chơi khi chiến thắng trong các trận chiến có thể nhận được tiền hoặc các vật phẩm có thể được bán được. Người chơi có thể sử dụng tiền cho nhiều mục đích: mua vật phẩm, đánh bạc hoặc chơi mini-games.
Các đòn kết liễu kẻ thù bằng những chiêu thức mạnh mẽ được gọi là Heat Actions, bao gồm cả những pha "quick time event" (QTE), trong đó sẽ tiêu tốn một phần của thanh "Heat Gauge". Khi nhân vật của người chơi tham gia chiến đấu, họ sẽ thu về thêm điểm kinh nghiệm có thể được sử dụng để tăng chỉ số và trở nên mạnh dần về sau.
Phiên bản thứ 7 của dòng game, Yakuza: Like a Dragon, đã xuất hiện hệ thống chiến đấu mới (chiến đấu theo lượt), trong đó người chơi có thể tập hợp những nhân vật khác để tham gia chiến đấu cùng nhau. Từ thành công của Yakuza: Like a Dragon, Sega đã xác nhận rằng lối chơi theo lượt xuất hiện trong tựa game này sẽ là lối chơi chủ đạo của loạt game trong tương lai, ngoại trừ dòng game Judgment vẫn giữ nguyên lối chơi truyển thống. Lối chơi vẫn sẽ được cân nhắc lựa chọn để phù hợp nhất với cốt truyện.
Loạt game có một số lượng lớn các nhiệm vụ phụ (được gọi là sub-stories) thường là để bổ sung cho mạch truyện chính. Những nhiệm vụ phụ đem lại một số lượng lớn điểm kinh nghiệm cho người chơi. Có rất nhiều mini-games được đem vào trong game, trong đó phiên bản Yakuza: Like A Dragon có lên tới 24 mini-games khác nhau. Các mini-games bao gồm nhiều hoạt động từ đơn giản như bowling, phi tiêu và chơi điện tử xèng, đến những mini-games phức tạp, đòi hỏi phải dành nhiều thời gian hơn để hoàn thành. Ví dụ:
- Coliseum Fights: nơi người chơi tham gia vào các giải đấu đối kháng, và phải chiến đấu với các đối thủ khác nhau để tích điểm và nhận về những vật phẩm có giá trị.
- Chế tạo vũ khí/trang bị: người chơi cần thu thập các linh kiện và bản thiết kế khác nhau để tạo ra các thiết bị và vũ khí đa dạng, mạnh mẽ.
- Cabaret Club Management: người chơi điều hành một câu lạc bộ tiếp viên (hostess) và cố gắng kiếm càng nhiều tiền càng tốt, bằng cách kết hợp các tiếp viên nữ với đúng đối tượng khách hàng; hơn nữa, người chơi còn phải nhanh chóng đáp ứng những lời kêu gọi giúp đỡ từ họ. Ngoài ra, người chơi còn phải cạnh tranh với các câu lạc bộ tiếp viên khác.
- Pocket Circuit: một mini-games trong đó các loại xe Pocket Circuit (tương tự như các loại xe đồ chơi slot cars) tham gia đua với nhau. Trong các phiên bản Yakuza 0 và Yakuza Kiwami, có một số cuộc đua diễn ra liên quan đến một số nhiệm vụ phụ (sub-stories).
- Hostess/Cabaret Clubs: bao gồm việc nói chuyện với các nữ tiếp viên nhằm làm đầy thanh "love (tình yêu)" của họ, cũng như gọi các loại đồ ăn/thức uống phù hợp; mua quà tặng hoặc đeo các loại trang sức phù hợp để làm hài lòng họ nhiều nhất có thể, trước khi tiến đến hẹn hò. Đây là một trong nhiều yếu tố bị cắt bỏ gây tranh cãi kể từ phiên bản Yakuza 3 phát hành ở phương Tây, dẫn đến việc Sega bị chỉ trích vì đã phớt lờ những mong muốn trải nghiệm văn hóa Nhật Bản của game thủ phương Tây.[21] Nội dung này đã được khôi phục trong các phiên bản làm mới (remastered).
- Club Sega: một số các hoạt động giải trí ảo liên quan đến Sega ngoài đời thực như gắp thú, phi tiêu, và các phiên bản game xèng (arcade) cổ điển của Sega có thể chơi được như Fantasy Zone và Virtua Fighter. Một vài đầu game có thể khác tùy phiên bản.[22]

Một nhân vật trùm cuối có tên Amon xuất hiện trong hầu hết các phiên bản của dòng game. Tùy theo phiên bản mà số lượng các nhân vật trùm Amon có thể xuất hiện nhiều hay ít. Ví dụ, trong Yakuza 5, xuất hiện các phiên bản Amon khác nhau dành cho các nhân vật có thể điều khiển được trong game (bao gồm cả một phiên bản idol của Amon đối đầu với nhân vật Haruka).

## Phát triển
Loạt game Yakuza được sáng tạo bởi Toshihiro Nagoshi, người luôn mong muốn thiết kế một tựa game kể về cuộc đời của yakuza. Nagoshi ban đầu phải đấu tranh để được bật đèn xanh cho dự án. Chân dung các nhân vật trong thế giới ngầm của Nhật Bản, yakuza, xuất hiện nhiều trong truyện tranh và phim ảnh, nhưng trong trò chơi điện tử thì còn rất hạn chế.
Toshihiro Nagoshi gửi kịch bản của ông về Yakuza cho người giám sát kịch bản Hase Seishu hai năm trước khi game bước vào công đoạn phát triển. Khi nghĩ về cái tên, Nagoshi tiết lộ rằng đó chính là ý tưởng của ông: tên gốc Ryū ga Gotoku (dịch sang tiếng Anh là "Like a Dragon"; tạm dịch "Tựa như Rồng"), bởi Nagoshi cảm thấy rằng những con rồng biểu trưng cho một hình ảnh mạnh mẽ; và khi người chơi trải nghiệm, đúng với tên gọi, họ sẽ cảm nhận được sức mạnh và sự nam tính của nhân vật chính.
Ban lãnh đạo của Sega đã do dự về sự thiếu hấp dẫn của game, nhưng cuối cùng cũng chấp thuận sự phát triển của dự án. Sony và CERO ban đầu không đồng ý về nhiều yếu tố bạo lực và dành cho người lớn, nhưng Sony cuối cùng đã thể hiện sự quan tâm đến triển vọng của tựa game sau khi Nagoshi thể hiện rõ sự kiên trì của mình.

### Âm nhạc
Ba album soundtracks (nhạc game) đầu tiên của Yakuza được sáng tác bởi Hidenori Shoji, Hideki Sakamoto cùng những nhạc sĩ khác, và được phát hành bởi Wave Master. Một số bản nhạc game bổ sung bao gồm nhiều bài hát của các nghệ sĩ đến từ Nhật Bản như Crazy Ken Band, Zeebra, Ketsumeishi hay Eikichi Yazawa.

### Lồng tiếng

Một nhân vật trong Yakuza 3 đang được tạo hình 3D bằng phần mềm Softimage XSI 6.5.

Dàn diễn viên lồng tiếng ban đầu của dòng game là những người nổi tiếng tại Nhật Bản, bao gồm các diễn viên lồng tiếng, ca sĩ, tarento, diễn viên phim điện ảnh hoặc truyền hình, người nổi tiếng trên TV hay đài phát thanh. Các nhân vật hay tiếp viên là nữ trong game được tạo hình và lồng tiếng bởi nhiều người mẫu, gravure idols và cả diễn viên phim người lớn. Kể từ phiên bản spin-off ra mắt năm 2008, Ryū ga Gotoku Kenzan!, các nhân vật chính của game được tạo hình 3D từ chính diễn viên lồng tiếng cho nhân vật đó.
Phiên bản đầu tiên trong sê-ri game phát hành tại Hoa Kỳ và các khu vực PAL được lồng tiếng Anh. Tuy nhiên, do nhận nhiều chỉ trích về khâu lồng tiếng, các phiên bản phát hành tại phương Tây về sau vẫn giữ nguyên giọng lồng tiếng Nhật Bản. Các phiên bản spin-off như Fist of the North Star: Lost Paradise hay Judgment hỗ trợ lồng tiếng song ngữ (tiếng Anh và tiếng Nhật). Phiên bản chính của dòng game ra mắt năm 2020, Yakuza: Like A Dragon, đánh dấu lần đầu tiên một phiên bản chính thuộc loạt game được lồng tiếng Anh kể tử phần game đầu tiên ra mắt năm 2005.

### Nội địa hóa

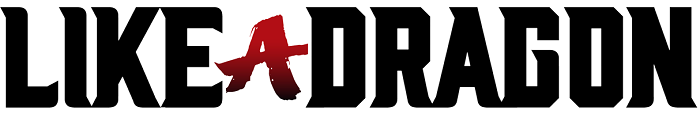
Logo "Like a Dragon" được sử dụng cho phiên bản thứ 7 của loạt game.

Khi loạt game được quốc tế hóa và bản địa hóa để phù hợp với thị trường phương Tây, có một số thay đổi đã xảy ra. Ví dụ, tên của một vài nhân vật được thay đổi (Shintaro Kazama đổi thành Shintaro Fuma, Akira Nishikiyama đổi thành Akira Nishiki, Futoshi Shimano đổi thành Futo Shimano, Sai no Hanaya đổi thành Kage). Dòng game khi phát hành ngoài thị trường Nhật Bản, đã được đổi tên thành Yakuza (cho đến năm 2022), mặc dù phiên bản thứ bảy (Yakuza: Like a Dragon) sử dụng chính tên gốc. Sau khi tiết lộ ba phần mới của loạt game tại sự kiện RGG Summit 2022, SEGA đã xác nhận kế hoạch đổi tên loạt game thành "Like a Dragon" để phù hợp với tựa gốc Nhật Bản.
Yakuza 4 đã điều chỉnh một số thay đổi sau những lời chỉ trích về các phiên bản trước đó, đặc biệt là một số nội dung được cắt bỏ từ phiên bản phương Tây của Yakuza 3. Nhà sản xuất Noguchi nói rằng đang rất nỗ lực để "mang lại một phiên bản bản địa hóa hoàn chỉnh hơn, trung thành hơn với phiên bản gốc". Ngoài ra, một số quy chuẩn đã được thay đổi: trong các phiên bản bản bản địa hóa phương Tây về trước, nhân vật chính Kazuma Kiryu đã được gọi chủ yếu bằng tên riêng (Kazuma). Sang đến phần Yakuza 4, nhân vật này được gọi bằng tên họ (Kiryu). Điều này sát với các cuộc hội thoại trong bản gốc hơn.

## Các phiên bản
Tính đến  năm 2020, loạt game Yakuza bao gồm tám phiên bản chính được phát hành theo thứ tự thời gian (ngoại trừ phiên bản tiền truyện Yakuza 0) , cùng các phần game mới lấy mốc sự kiện tiếp theo của phần game trước. Ngoài ra còn một số phiên bản ngoại truyện (spin-off), bao gồm Kenzan!, liên quan đến người được cho là tổ tiên của nhân vật Kazuma Kiryu, kiếm sĩ Miyamoto Musashi, từ thế kỉ 16 đến thế kỉ 17. Một phiên bản spin-off khác có tên gọi Dead Souls, lấy bối cảnh sau một cuộc xâm lược của zombie tại khu phố Kamurocho, cũng là bối cảnh chính của loạt game. Một phiên bản spin-off dành cho hệ máy PlayStation Portable (PSP), Kurohyō, kể về một tên du đãng đường phố tuổi teen đến từ Kamurocho vừa ra tay giết chết một thành viên yakuza cấp cao thuộc Gia tộc Tojo.
Ngoại trừ phiên bản Kurohyō: Ryū ga Gotoku được đồng phát triển bởi studio Syn Sophia, tất cả những phần game còn lại đều được phát triển bởi đội ngũ Sega's CS1 R&D (nay là Ryū ga Gotoku Studio).
| 2005     | Yakuza                                            | PlayStation 2, PlayStation 3, Wii U                              |
| 2006     | Yakuza 2                                          | PlayStation 2, PlayStation 3, Wii U                              |
| 2008     | Ryū ga Gotoku Kenzan!                             | PlayStation 3                                                    |
| 2009     | Yakuza 3                                          | PlayStation 3, PlayStation 4, Windows, Xbox One                  |
| 2010     | Yakuza 4                                          | PlayStation 3, PlayStation 4, Windows, Xbox One                  |
| 2010     | Kurohyō: Ryū ga Gotoku Shinshō                    | PlayStation Portable                                             |
| 2011     | Yakuza: Dead Souls                                | PlayStation 3                                                    |
| 2012     | Kurohyō 2: Ryū ga Gotoku Ashura Hen               | PlayStation Portable                                             |
| 2012     | Yakuza 5                                          | PlayStation 3, PlayStation 4, Windows, Xbox One                  |
| 2014     | Ryū ga Gotoku Ishin!                              | PlayStation 3, PlayStation 4                                     |
| 2015     | Yakuza 0                                          | PlayStation 3, PlayStation 4, Windows, Xbox One                  |
| 2016     | Yakuza Kiwami                                     | PlayStation 3, PlayStation 4, Windows, Xbox One                  |
| 2016     | Yakuza 6: The Song of Life                        | PlayStation 4, Windows, Xbox One                                 |
| 2017     | Yakuza Kiwami 2                                   | PlayStation 4, Windows, Xbox One                                 |
| 2018     | Fist of the North Star: Lost Paradise             | PlayStation 4                                                    |
| 2018     | Ryū ga Gotoku Online                              | Android, iOS, Windows                                            |
| 2018     | Judgment                                          | PlayStation 4, PlayStation 5, Stadia, Windows, Xbox Series X/S   |
| 2020     | Yakuza: Like a Dragon                             | PlayStation 4, PlayStation 5, Windows, Xbox One, Xbox Series X/S |
| 2021     | Lost Judgment                                     | PlayStation 4, PlayStation 5, Windows, Xbox One, Xbox Series X/S |
| 2023     | Like a Dragon: Ishin!                             | PlayStation 4, PlayStation 5, Windows, Xbox One, Xbox Series X/S |
| 2023     | Like a Dragon Gaiden: The Man Who Erased His Name | PlayStation 4, PlayStation 5, Windows, Xbox One, Xbox Series X/S |
| 2024     | Like a Dragon: Infinite Wealth                    | PlayStation 4, PlayStation 5, Windows, Xbox One, Xbox Series X/S |
| Ghi chú: |                                                   |                                                                  |

### Spin-offs (ngoại truyện)
Phần spin-off đầu tiên của loạt game, Ryū ga Gotoku Kenzan!, lấy bối cảnh thành phố Kyoto trong thời kì Edo năm 1605, theo chân cuộc đời của kiếm sĩ nổi tiếng Miyamoto Musashi. Trò chơi được phát hành tại Nhật Bản và Châu Á vào ngày 6 tháng 3 năm 2008.
Được biết đến với tên gọi "Dự án K", Kurohyō: Ryū ga Gotoku Shinshō là một phiên bản spin-off nói về Tatsuya Ukyo, một gã giang hồ đường phố đang gặp rắc rối với Gia tộc Tojo sau khi vô tình giết chết một trong những nhân viên cấp cao của gia tộc này. Được đồng phát triển bởi Syn Sophia, game được phát hành tại Nhật Bản vào ngày 22 tháng 9 năm 2010 cho hệ máy PlayStation Portable. Phần tiếp theo, có tên Kurohyō 2: Ryū ga Gotoku Ashura hen, được phát hành tại Nhật Bản vào ngày 22 tháng 3 năm 2012.
Yakuza: Dead Souls, hay còn được biết đến với cái tên Ryū ga Gotoku Of The End tại Nhật Bản, là một phiên bản non-canon (không liên quan đến dòng thời gian chính) lấy bối cảnh đợt bùng phát zombie ở Kamurocho. Ban đầu, game được lên kế hoạch phát hành tại Nhật Bản vào ngày 17 tháng 3 năm 2011, nhưng việc phát hành đã bị trì hoãn đến ngày 9 tháng 6 năm 2011 sau trận động đất ở Tohoku vào ngày 11 tháng 3 năm 2011. Tựa game sau đó đã được phát hành ở phương Tây vào tháng 3 năm 2012.
Ryū ga Gotoku Ishin! là một phần spin-off lấy bối cảnh thời kì Bakumatsu (giữa những năm 1853 và 1867), theo chân cuộc hành trình của samurai Sakamoto Ryōma. Game được ra mắt tại Nhật Bản trên hệ PlayStation 3 và là phiên bản đầu tiên của loạt game được phát hành trên hệ PlayStation 4 vào ngày 22 tháng 2 năm 2014.
Fist of the North Star: Lost Paradise, hay có tên gọi Hokuto ga Gotoku tại Nhật Bản, là một phần spin-off dành cho hệ máy PlayStation 4, dựa trên bộ truyện tranh manga Fist of the North Star. Trò chơi được phát hành tại Nhật Bản vào ngày 22 tháng 2 năm 2018, và toàn cầu vào ngày 2 tháng 10 năm 2018. Đây là phiên bản thuộc loạt game Yakuza đầu tiên được phát hành với lồng tiếng Anh, và cũng là phiên bản đầu tiên hỗ trợ song ngữ. Nhân vật Kazuma Kiryu xuất hiện dưới vai trò skin nhân vật trong bản mở rộng (DLC), ngoài ra, một vài nhân vật thuộc loạt game Yakuza khác cũng xuất hiện trong các vai phụ.
Ryu ga Gotoku Online là một game spin-off được ra mắt miễn phí trên Android, iOS, và PC vào 21 tháng 11 năm 2018. Hai nhân vật chính Kazuma Kiryu và Ichiban Kasuga đều xuất hiện trong game.
Judgment, hay còn được biết đến với tên Judge Eyes: Shinigami no Yuigon, là một tựa game có yếu tố trinh thám lấy bối cảnh cùng thế giới với Yakuza, theo chân thám tử tư Takayuki Yagami, người đang điều tra một vụ án giết người hàng loạt ở Kamurocho. Diễn viên nổi tiếng người Nhật Bản, Kimura Takuya, đã trở thành hình mẫu của nhân vật Yagami. Sega đã phát hành một bản demo chơi thử của Judgment trên hệ thống PlayStation Network Nhật Bản. Tựa game sử dụng hệ thống chiến đấu tương tự với Yakuza 0, trong đó người chơi có thể thay đổi các phong cách chiến đấu khác nhau. Ngoài ra, game còn có chế độ điều tra (investigation), trong đó người chơi phải tìm ra các dấu vết của tội phạm. Judgment được phát hành trên hệ PlayStation 4 vào ngày 13 tháng 12 năm 2018, và được phát hành rộng rãi vào tháng 6 năm 2019. Phiên bản tiếp theo của game, Lost Judgment, được phát hành trên toàn cầu vào tháng 9 năm 2021 cho PlayStation 4, PlayStation 5, Xbox One và Xbox Series X/S. Cả hai tựa game trong series Judgment đều đã được phát hành trên Steam vào ngày 14 tháng 9 năm 2022.
Streets of Kamurocho là một game thuộc thể loại beat 'em up màn hình ngang được lấy cảm hứng từ dòng game Streets of Rage, với sự xuất hiện của dàn nhân vật trong loạt game Yakuza. Minigame này được phát triển bởi Empty Clip Studios và được phát hành trên hệ Windows thông qua kênh bán hàng Steam từ ngày 17–19 tháng 10 đến ngày 13–16 tháng 11 năm 2020, trong khuôn khổ lễ kỷ niệm 60 năm thành lập công ty Sega.
Like a Dragon Gaiden: The Man Who Erased His Name: Gaiden là phần game spin-off lấy bối cảnh những sự kiện diễn ra giữa các phần game Yakuza 6, Yakuza: Like a Dragon và Like a Dragon: Infinite Wealth. Tựa game tiếp tục theo chân nhân vật Kiryu sau đoạn kết của phần game Yakuza 6, lúc này anh đã trở thành một điệp viên ngầm cho tổ chức có tên Daidoji. Đây cũng là cầu nối cho các sự kiện trong Like a Dragon và Infinite Wealth. Tựa game được giới thiệu lần đầu vào 14 tháng 9 năm 2022, và chính thức ra mắt vào ngày 9 tháng 11 năm 2023, trên các hệ máy PlayStation 4, PlayStation 5, Xbox One, Xbox Series X/Series S và Windows.

### Tái phát hành
Phiên bản làm mới với độ phân giải cao của hai tựa game đầu tiên trong sê-ri đã được phát hành tại Nhật Bản vào ngày 1 tháng 11 năm 2012 cho PlayStation 3. Phiên bản độ phân giải cao được đã được port lên hệ máy Wii U và phát hành tại Nhật Bản vào ngày 8 tháng 8 năm 2013 với tựa đề Ryū ga Gotoku 1&2 HD for Wii U. Cả hai phiên bản tổng hợp chỉ được phát hành tại khu vực Nhật Bản.
Yakuza Kiwami, một phiên bản làm lại của Yakuza (2005), được phát hành tại Nhật Bản vào ngày 21 tháng 1 năm 2016 cho các hệ PlayStation 3 và PlayStation 4; riêng bản PS4 được phát hành tại thị trường phương Tây vào tháng 8 năm 2017. Đây là hai phiên bản game bán chạy nhất tại Nhật Bản trong tuần đầu tiên phát hành, với 103.256 bản cho PlayStation 4 và 60.427 cho PlayStation 3. Trò chơi sau đó đã được phát hành cho hệ Windows vào ngày 19 tháng 2 năm 2019, và cho hệ Xbox One vào 22 tháng 4 năm 2020.
Yakuza Kiwami 2, một phiên bản làm lại hoàn toàn của Yakuza 2 (2006), đã được phát hành cho PlayStation 4 vào ngày 7 tháng 12 năm 2017 tại Nhật Bản; tại Bắc Mỹ và Châu Âu vào ngày 28 tháng 8 năm 2018. Tựa game chạy trên nền Dragon Engine, engine mà trước đây đã từng được sử dụng trong Yakuza 6: The Song of Life. Phiên bản làm lại này cũng bổ sung thêm phần chơi cốt truyện mới cho nhân vật Goro Majima, tiếp nối câu chuyện của nhân vật này kể từ sau phần game Yakuza 0. Kiwami 2 được ra mắt cho Windows vào ngày 9 tháng 5 năm 2019, và cho Xbox One vào 30 tháng 7 năm 2020.
Một bộ sưu tập game tái phát hành, có tiêu đề The Yakuza Remastered Collection, đã được công bố và phát hành dưới dạng kỹ thuật số ở các quốc gia nói tiếng Anh vào ngày 20 tháng 8 năm 2019 cho PlayStation 4. Bộ sưu tập này bao gồm các phiên bản được làm mới lại của Yakuza 3, Yakuza 4 và Yakuza 5, được phát hành riêng lẻ ở Nhật Bản từ năm 2018 đến 2019. Các phiên bản này có hội thoại được tái dịch thuật, và bao gồm luôn hầu hết các nội dung đã từng bị xóa bỏ trong các bản phát hành tiếng Anh gốc, mặc dù có một số nội dung đã bị xóa khỏi tất cả các phiên bản, chẳng hạn như một nhiệm vụ trong Yakuza 3 nói về một nhân vật có xu hướng kì thị giới tính (transphobic). Vào thời điểm ra mắt bộ sưu tập, chỉ có Yakuza 3 là phiên bản game sẵn; Yakuza 4 được phát hành sau đó vào ngày 29 tháng 10 năm 2019 và Yakuza 5 được phát hành vào ngày 11 tháng 2 năm 2020. Bản phát hành vật lý chứa cả ba tựa game đã được phát hành cùng với phiên bản Yakuza 5 đi kèm một hộp sưu tầm. Bộ sưu tập Yakuza Remastered Collection được phát hành cho Xbox One và Windows vào ngày 28 tháng 1 năm 2021.

## Cốt truyện
Cốt truyện của loạt game được lấy cảm hứng từ những bộ phim lấy chủ đề yakuza, một trong những thể loại phim điện ảnh ăn khách nhất tại Nhật Bản. Cốt truyện của hai phần đầu tiên trong loạt game được giám sát bởi tiểu thuyết gia Hase Seishu, một nhà văn chuyên viết về thể loại tội phạm yakuza. Cốt truyện chính trong mỗi tựa game đều được trình bày thông qua các chương (chapter). Sự phân chia này đã dẫn đến việc cốt truyện có một dàn nhân vật đồ sộ, bao gồm nhiều nhân vật tái trở lại trong các vai phụ.
- Yakuza (2005): Phần game đầu tiên đưa người chơi theo chân nhân vật chính Kazuma Kiryu, một cựu yakuza vừa mãn hạn tù vào tháng 11 năm 2005, sau khi thụ án 10 năm do bị kết tội giết tộc trưởng (patriarch) thuộc nhà (family) Dojima - Sohei Dojima, nhưng thật ra anh là người nhận tội thay cho người huynh đệ chí cốt của mình là Akira Nishikiyama. Sau đó, anh phát hiện ra rằng Gia tộc Tojo (Tojo Clan), gia tộc mà anh là một thành viên, đã bị một kẻ đánh cắp 10 tỉ yên Nhật (xấp xỉ 100 triệu đô la); đồng thời, chủ tịch (chairman) thứ ba của gia tộc này đã bị sát hại, dẫn đến việc số phận chiếc ghế quyền lực bị bỏ ngỏ. Kiryu bị buộc phải quay trở lại thế giới ngầm, không có luật pháp của yakuza. Sau đó, Kiryu gặp được một cô gái trẻ bí ẩn, và biết được rằng nếu Kiryu có thể giữ cho cô gái này sống sót, anh sẽ biết được ai là người chịu trách nhiệm cho việc 10 tỉ yên bị đánh cắp.
- Yakuza 2 (2006): Một năm sau khi khôi phục lại trật tự trong Gia tộc Tojo, Kazuma Kiryu tuyên bố từ chức với vai trò là Chủ tịch thứ tư (Fourth Chairman), đồng thời tự quyền chọn một người cộng sự cũ của mình trở thành Chủ tịch thứ năm (Fifth Chairman) làm người thay thế. Khi một cuộc chiến nổ ra sau khi Chủ tịch thứ năm bị bắn hạ, Kiryu buộc phải chống lại một gã yakuza đầy tham vọng đến từ Gia tộc đối thủ, Liên minh Omi (Omi Alliance) có tên Ryuji Goda, người luôn mong đợi một cuộc chiến không khoan nhượng với tộc Tojo. Lần này, Kiryu tham gia vào các cuộc đụng độ tàn bạo với cả lực lượng yakuza đối nghịch, cảnh sát và mafia Hàn Quốc ở Tokyo và Osaka, nơi anh hình thành thêm nhiều quan hệ mới nhằm chặn đứng âm mưu của Liên minh Omi.
- Yakuza 3 (2009): Tháng 3 năm 2009, Kazuma Kiryu lúc này đang điều hành một trại trẻ mồ côi có tên Hướng Dương (Morning Glory) ở Okinawa, nơi anh đang nuôi dạy 9 đứa trẻ, bao gồm cô con gái nuôi của anh là Haruka Sawamura. Khi một thỏa thuận kinh doanh được các thành viên của Tojo Clan nhúng tay vào có nguy cơ đe dọa tới sự tồn tại của trại trẻ mồ côi Morning Glory, Kiryu buộc phải quay về lại Tokyo, trở lại với cuộc đời mà anh nghĩ rằng mình đã bỏ lại phía sau. Lần này, Kiryu phải chống lại những tên xã hội đen đầy mưu mô, những gã ngoại quốc bí ẩn và một người đàn ông quyết tâm định hình lại toàn bộ Gia tộc Tojo.
- Yakuza 4 (2010): Vào tháng 3 năm 2010, Kazuma Kiryu lại một lần nữa bị cuốn vào những sự kiện vượt tầm kiểm soát. Đầu tiên, một tên yakuza từ một tổ chức có liên minh với Gia tộc Tojo bị một thành viên của gia tộc này bắn chết. Sau đó, một người đang điều tra về vụ giết người này cũng bị sát hại. Những sự kiện này đã châm ngòi cho một cuộc chiến về tiền bạc, quyền lực và danh dự. Tựa game đưa người chơi theo chân góc nhìn của bốn nhân vật, bao gồm nhân vật chính (Kiryu Kazuma) bên cạnh những cộng sự mới: một gã cho vay nặng lãi (Shun Akiyama), một cựu yakuza vào tù ra tội (Taiga Saejima), và một viên thám tử bất cần đời (Masayoshi Tanimura).
- Yakuza 5 (2012): Tháng 12 năm 2012, Chủ tịch thứ bảy (Seventh Chairman) của Liên minh Omi đang nằm trên giường bệnh. Cái chết của ông sẽ chấm dứt thỏa thuận đình chiến giữa Gia tộc Tojo và Liên minh Omi, mở ra cánh cửa xảy ra những cuộc xung đột mới. Dự đoán trước được điều này, Gia tộc Tojo buộc phải củng cố tổ chức của mình bằng cách liên kết với các gia tộc khác có trụ sở trên khắp các thành phố của Nhật Bản để tạo ra một tổ chức mới mạnh mẽ hơn nhằm cạnh tranh với Liên minh Omi. Liên minh mới này sẽ phá vỡ các rào cản truyền thống về lãnh thổ gia tộc, dẫn đến việc chủ tịch hiện tại của Gia tộc Tojo, Daigo Dojima, buộc phải đến thành phố Fukuoka để tìm lời giải. Kiryu, hiện đang hành nghề tài xế taxi, miễn cưỡng quay trở lại tổ chức cũ của mình, quyết tâm chấm dứt cuộc đấu tranh giữa các gia tộc.
- Yakuza 0 (2015): Vào tháng 12 năm 1988, nhiều năm trước khi những sự kiện trong phiên bản Yakuza đầu tiên diễn ra, một thanh niên có tên Kazuma Kiryu bị buộc tội giết chết một thường dân, khiến cậu ta bị tước bỏ vị trí của mình tại Gia tộc Tojo, và buộc phải xây dựng lại danh tiếng của mình từ đầu. Cùng lúc đó, quản lý của một câu lạc bộ đêm kiêm sát thủ có tên Goro Majima đang bảo vệ một cô gái mù mà anh ta được lệnh phải ám sát, biến anh trở thành mục tiêu bị săn đuổi vì dám làm trái mệnh lệnh. Cả hai nhân vật Kiryu và Majima đều phải cố gắng bảo vệ bản thân và tìm ra sự thật, bao gồm sự liên quan đầy tình cờ tới khu vực đầy bí ẩn có tên "Lô đất trống" (Empty Lot).
- Yakuza 6: The Song of Life (2016): Vào năm 2016, sau khi tự nguyện ngồi tù 3 năm vì những tội lỗi đã gây ra trong quá khứ của mình, Kazuma Kiryu được trả tự do. Anh phát hiện ra con gái nuôi của mình, Haruka Sawamura, đã mất tích đầy bí ẩn, sau đó bị thương nặng và rơi vào hôn mê sau một vụ tai nạn. Một Kiryu già cỗi quyết định tìm đến Onomichi (Jingaicho) ở Hiroshima, vừa nuôi hy vọng tìm ra sự thật đằng sau những gì đã xảy ra với Haruka, vừa phải bảo vệ đứa cháu trai của mình - cũng chính là con trai ruột của Haruka.
- Yakuza: Like a Dragon (2020): Năm 2019, Ichiban Kasuga, một cựu thành viên của nhà Arakawa thuộc Gia tộc Tojo, được trả tự do sau 18 năm ngồi tù vì tội giết người mà anh không hề thực hiện. Ngỡ như sẽ được chào đón trở lại, Ichiban phát hiện ra rằng tộc trưởng cũ của anh đã bán mình cho Liên minh Omi và cảnh sát nhằm hạ bệ Gia tộc Tojo. Bị bắn và bỏ mặc cho đến chết ở Yokohama bởi người đàn ông mà anh coi như người cha thứ hai, Ichiban đã tham gia vào một đội (party) gồm một cựu y tá vô gia cư, một viên cảnh sát về hưu và một cô gái trẻ có sếp bị sát hại. Lần này, anh cùng các cộng sự vừa bắt đầu khám phá những sự thật đằng sau sự phản bội của tộc trưởng nhà Akarawa, vừa vào vai những anh hùng giúp đỡ những người có số phận bấp bênh tại Yokohama.
- Like a Dragon: Infinite Wealth: Vào 2023, Kasuga phát hiện ra rằng mẹ ruột của mình, Akane, vẫn còn sống và hiện đang ở Honolulu, Hawaii. Kasuga tới Honolulu cùng Kiryu để tìm kiếm và bảo vệ Akane khỏi các băng nhóm, tổ chức tội phạm tại đó. Kiryu cũng phải vật lộn với sự sống của bản thân bởi căn bệnh ung thư quái ác.

## Chuyển thể
Thương hiệu Yakuza bao gồm nhiều loại hình phương tiện khác nhau và các tác phẩm chuyển thể ngoài game, bao gồm một vài bộ phim, nhạc game, sách hướng dẫn, tạp chí Kamutai (sách phiên bản giới hạn dành cho người chơi đặt hàng trước) và một vài sản phẩm như áo, bộ sưu tập giới hạn trên PlayStation 3, đồ chơi và mô hình nhân vật do công ty Maitan sản xuất.

### Sách
| Ấn bản        | Trò chơi  | Mẫu bìa                                 | Có liên quan         |
| ------------- | --------- | --------------------------------------- | -------------------- |
| Th12 năm 2005 | Yakuza    | Mihiro                                  |                      |
| Th12 năm 2006 | Yakuza 2  | Nana Natsume                            |                      |
| Th3 năm 2008  | Kenzan    | Yinling                                 | [ 64 ]               |
| Th2 năm 2009  | Yakuza 3  | Shizuka Mutou Sayaka Araki Rina Sakurai | [ 65 ] [ 66 ] [ 67 ] |
| Th3 năm 2010  | Yakuza 4  | —                                       | [ 68 ]               |
| Th9 năm 2010  | Kurohyō   | Takumi Saitoh                           | [ 69 ] [ 70 ]        |
| Th3 năm 2012  | Kurohyō 2 | —                                       | [ 71 ]               |
| Th3 năm 2015  | Yakuza 0  | —                                       | [ 72 ]               |

Đối với các phiên bản phát hành tại thị trường Nhật Bản và Châu Á của tựa game gốc ra mắt vào năm 2005, Sega đã phát hành một sản phẩm thưởng giới hạn, chỉ dành cho những người chơi đặt hàng trước game có tên là Tạp chí Kamutai, một tạp chí màu hướng dẫn về thành phố Kamurocho.
Nhiều game trong loạt Yakuza kể từ đó khi phát hành đã bao gồm luôn một ấn bản của Tạp chí Kamutai, như một phần quà dành cho việc đặt hàng trước game ở Nhật Bản, với sự góp mặt của một số nữ diễn viên trên trang bìa. Số tháng 12 năm 2005 được tiếp nối bởi số tháng 12 năm 2006 (với trang bìa là nữ diễn viên phim AV Nhật Bản, Nana Natsume), số tháng 3 năm 2008 (với trang bìa là là người mẫu Đài Loan Yinling) và số tháng 2 năm 2009 (với trang bìa là các nữ diễn viên phim AV, Shizuka Mutou, Sayaka Araki và Rina Sakurai). Số thứ năm của tạp chí được phát hành đi kèm Ryu Ga Gotoku 4, và phát hành vào tháng 3 năm 2010.

### Đĩa phim
Takeshi Miyasaka đã đạo diễn một bộ phim ngắn trong khoảng thời gian quảng bá cho bản phát hành phương Tây của dòng game, nói về các nhân vật Kazuma, Nishiki và Yumi lớn lên tại trại trẻ mồ côi Morning Glory và đến Tokyo. Bộ phim ngắn có tên Like a Dragon: Prologue (龍が如く 〜序章〜, ryu ga gotoku -joshou-) đóng vai trò như là một phần tiền truyện và lấy bối cảnh các sự kiện diễn ra trong trò chơi.

### Phim điện ảnh
- Một bộ phim chuyển thể được phát hành tại các cụm rạp ở Nhật Bản vào ngày 2 tháng 3 năm 2007, có tên gọi Like a Dragon: The Movie (龍が如く 劇場版, ryu ga gotoku: gekijoban). Phim dựa trên phần đầu tiên của loạt game và được đạo diễn bởi Takashi Miike. Phim khởi chiếu tại Hoa Kỳ vào ngày 23 tháng 6 tại các cụm rạp IFC.[74]
- Vào ngày 24 tháng 9 năm 2020, một bộ phim mới chuyển thể từ dòng game đã được công bố bởi Sega, 1212 Entertainment, Wild Sheep Content, với sự sản xuất của Erik Barmack, Roberto Grande và Joshua Long.[75]

### Radio
Từ tháng 9 năm 2008, các diễn viên lồng tiếng người Nhật Bản trong loạt game Yakuza, bao gồm Takaya Kuroda (Kazuma Kiryu) và Hidenari Ugaki (Goro Majima), đã cho phát hành một bộ drama trên sóng radio có tên gọi Ryu Ga Gotoku Presents Kamuro-cho Radio Station (龍が如くPresents神室町RADIOSTATION). Mùa thứ hai, Shin Kamuro-cho Radio Station (新・神室町RADIOSTATION), phát hành trong giai đoạn 2009-2010, được phát hành dưới dạng podcasts có thể tải xuống. Những tập cũ ra mắt trong khoảng 2008-2009, Kamuro-cho Radio Station (神室町RADIOSTATION), cũng được phát hành dưới dạng podcasts.

### Phim truyền hình
Một bộ phim truyền hình được chuyển thể dựa trên tựa game spin-off trên PSP, Kurohyō: Ryū ga Gotoku Shinshō, đã được lên sóng trên đài TBS từ ngày 5 tháng 10 năm 2010 và kéo dài 11 tập. Loạt phim truyền hình cũng đã cho ra mắt phần tiếp theo vào 2012 dựa trên phần game Kurohyō 2: Ryū ga Gotoku Ashura hen trên PSP ra mắt năm 2011, và cũng kéo dài 11 tập.

## Ảnh hưởng

### Tiếp nhận
| Trò chơi                   | Metacritic | GameRankings | Famitsu |
| -------------------------- | ---------- | ------------ | ------- |
| Yakuza                     | 75/100     | 77.67%       | 37/40   |
| Yakuza 2                   | 77/100     | 78.41%       | 38/40   |
| Yakuza 3                   | 79/100     | 79.92%       | 38/40   |
| Yakuza 4                   | 78/100     | 79.98%       | 38/40   |
| Yakuza 5                   | 83/100     | 83.79%       | 40/40   |
| Yakuza 0                   | 85/100     | 85.25%       | 36/40   |
| Yakuza Kiwami              | 80/100     | 79.79%       | 34/40   |
| Yakuza 6: The Song of Life | 83/100     | 84.60%       | 39/40   |
| Yakuza Kiwami 2            | 85/100     | 85.01%       | 37/40   |
| Yakuza: Like a Dragon      | 84/100     | N/A          | 38/40   |

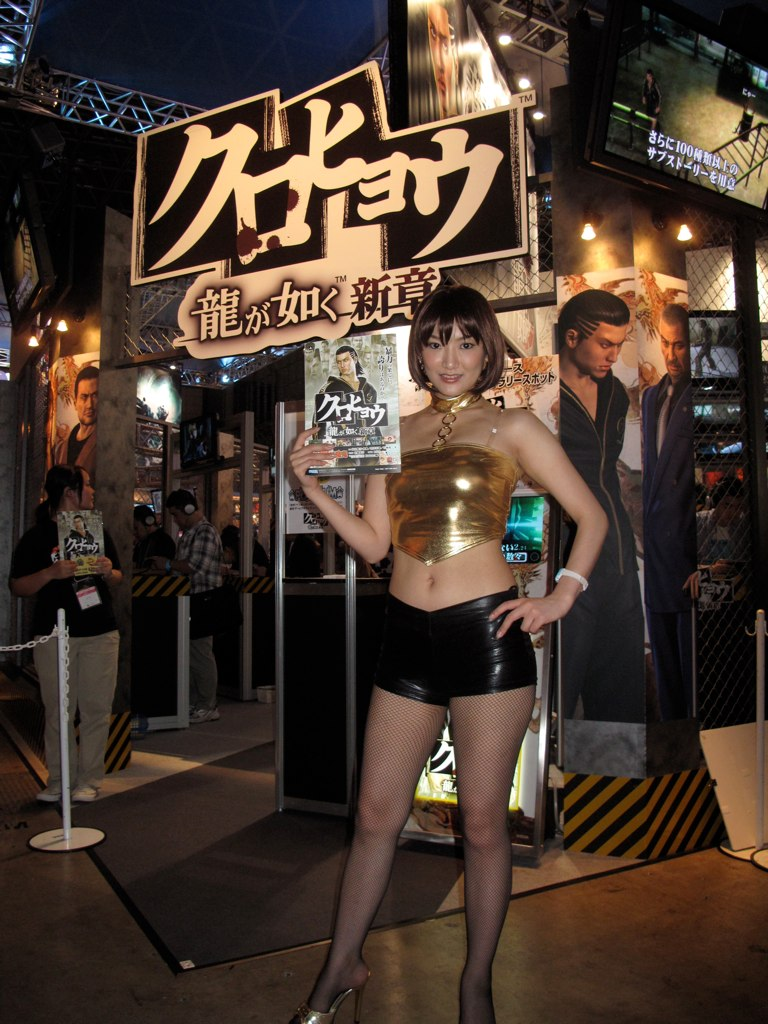
Quảng bá game tại sự kiện TGS 2010.

Phiên bản đầu tiên của dòng game được đánh giá cao ở Nhật Bản nhờ kết hợp lối chơi sáng tạo với lối kể chuyện điện ảnh, cùng sự phát triển nhân vật dựa trên chủ đề tội phạm nổi tiếng Nhật Bản. Weekly Famitsu chấm điểm rất cao cho các phiên bản của loạt game, với Yakuza là 37/40 (92.5/100), Yakuza 2 là 38/40 (95/100), Ryū Ga Gotoku Kenzan! là 37/40 (92,5/100), Yakuza 3 là 38/40 (95/100) và Yakuza 4 là 38/40 (95/100). Yakuza 5 đạt được số điểm tuyệt đối (40/40), và cũng là phiên bản được số điểm cao nhất trong loạt game Yakuza. Yakuza 6: The Song of Life nhận về số điểm 39/40.
Các phiên bản quốc tế hóa dành cho thị trường phương Tây được phát hành sau bản gốc từ một đến ba năm, và đều nhận được những đánh giá tích cực.
Mỗi phiên bản game đều giành được giải thưởng xuất sắc tại giải Japan Game Awards và được nằm trong bộ sưu tập PlayStation the Best ở cả thị trường Nhật Bản, Châu Á và Hàn Quốc. Ngành công nghiệp giải trí Nhật Bản đã trao Yakuza 3 giải "Award for Excellence" trong lễ trao giải Japan Game Awards "Games of the Year Division" tổ chức năm 2009, vì "cốt truyện kịch tính, sự tự do và đồ họa được trau chuốt đến từng chi tiết của tựa game. Ngoài ra, yếu tố giải trí cũng xuất hiện khắp của trò chơi bao gồm một số lượng lớn các câu chuyện phụ (sub-stories) và mini-games. Tác phẩm này được trao giải thưởng cho chất lượng giải trí cao mà nó đem lại". Vào 2010, giải thưởng Japan Game Awards lại một lần nữa dành tặng danh hiệu "Award for Excellence" cho loạt game Yakuza. Yakuza 4 giành chiến thắng do "một câu chuyện phong phú với sự tự do cao được phát triển từ các góc nhìn khác nhau của 4 nhân vật chính. Ngoài ra còn có nhiều điểm đáng tự hào về một loạt những nhiệm vụ phụ và mini-games. Chất lượng và quy mô đáng kinh ngạc mang lại yếu tố giải trí cao, và đây là lý do game dành được giải thưởng này".
Mặc dù dòng game thường nhận được nhiều khen ngợi về cốt truyện, nhưng sự lột tả yếu kém của các nhân vật nữ đã được các nhà phê bình chỉ trích, với một số người cho rằng các nhân vật nữ có tầm ảnh hưởng quan trọng đến cốt truyện như Haruka Sawamura hay Makoto Makimura được sử dụng quá mức, hoặc bị lu mờ bởi sự tập trung duy nhất của loạt game vào yếu tố "tính nam độc hại". Tiếp thu từ những lời chỉ trích, nhân viên phát triển của Judgment, Scott Strichart, cho biết người chơi sẽ đồng cảm với sự phân biệt giới tính của các nhân vật nữ như Saori Shirosaki trong phiên bản tiếng Anh. Nhà sản xuất Daisuke Sato đã thừa nhận rằng cách họ miêu tả các nhân vật LGBT trong Yakuza 3 không được làm tốt, và nó sẽ gây ra khó chịu. Do đó, khi trò chơi được tái phát hành, toàn bộ nội dung có liên quan đã bị xóa bỏ.

### Doanh thu
Loạt game Yakuza đã bán được 3,2 triệu trò chơi trên toàn thế giới tính đến năm 2009 và 4 triệu bản tính đến tháng 9 năm 2010; bán chạy nhất là hai phiên bản đầu tiên của loạt game với 500.000 - 1 triệu bản trên toàn thế giới, mỗi phiên bản đã giành chiến thắng giải PlayStation Gold Award. Yakuza 3 đã bán được 500.000 bản tại thị trường châu Á tính đến năm 2010, và cũng giành được giải PlayStation Gold Award. Tuy nhiên, sau Yakuza 4, Sega nói rằng doanh số bán hàng có phần chậm chạp ở Bắc Mỹ và châu Âu là do "điều kiện thị trường bất lợi", cho rằng "nhu cầu của game thủ vẫn còn đang chậm chạp".
Đến tháng 6 năm 2015, loạt game đã bán được hơn 7 triệu bản trên toàn thế giới. Tính đến năm 2021, series đã bán được hơn 17 triệu bản.

### Internet meme
Vào năm 2020, một meme trên mạng internet (internet meme) nổi lên qua việc sử dụng deepfakes để tạo ra các video với những nhân vật có thật hoặc hư cấu hát theo đoạn điệp khúc của "Baka Mitai" (ばかみたい "tạm dịch: "Anh là một kẻ ngốc""), một bài hát xuất hiện lần đầu trong mini-game karaoke của Yakuza 5. Hầu hết các lần xuất hiện meme này đều dựa trên video gốc được đăng tải vào năm 2017 của YouTuber Dobbysrules, người đã hát nhép phiên bản Taxi Driver (Yakuza 5 (Kiryu) / Yakuza 0) của ca khúc Baka Mitai.